# Штефан Енгельс
Штефан Енгельс (нім. Stephan Engels, нар. 6 вересня 1960, Нідеркассель) — німецький футболіст, що грав на позиції півзахисника. По завершенні ігрової кар'єри — тренер.
Виступав, зокрема, за клуб «Кельн», а також національну збірну Німеччини.

## Клубна кар'єра
Народився 6 вересня 1960 року в місті Нідеркассель. Вихованець юнацьких команд футбольних клубів «Мондорф» і «Кельн».
У дорослому футболі дебютував 1978 року виступами за команду клубу «Кельн», в якій провів десять сезонів, взявши участь у 236 матчах чемпіонату.  Більшість часу, проведеного у складі «Кельна», був основним гравцем команди.
Завершив професійну ігрову кар'єру у клубі «Фортуна» (Кельн), за команду якого виступав протягом 1988—1990 років.

## Виступи за збірну
1982 року дебютував в офіційних матчах у складі національної збірної ФРН. Протягом кар'єри у національній команді, яка тривала 2 роки, провів у формі головної команди країни 8 матчів.
У складі збірної був учасником чемпіонату світу 1982 року в Іспанії, де разом з командою здобув «срібло».

## Кар'єра тренера
Розпочав тренерську кар'єру, повернувшись до футболу після невеликої перерви, очоливши 1992 року молодіжну команду свого рідного «Кельна». 1995 року був призначений головним тренером головної команди клубу, проте не допрацював до кінця сезону, був звільнений за незадовільні результати.
Останнім місцем тренерської роботи був клуб «Вікторія» (Кельн), головним тренером команди якого Штефан Енгельс був з 2004 по 2005 рік.

### Командні
- Володар Кубка Німеччини (1):

«Кельн»: 1982-83
Збірні
- Віце-чемпіон світу: 1982